# Poyntonophrynus fenoulheti
Poyntonophrynus fenoulheti es un anfibio anuro de la familia Bufonidae. Anteriormente incluida en el género Bufo.
Se encuentra en Botsuana, Mozambique, Namibia, Sudáfrica, Suazilandia, Zambia, Zimbabue, y posiblemente Angola. Su hábitat natural es la sabana seca, las praderas secas tropicales y subtropicales, marismas intermitentes de agua dulce, y zonas rocosas.

## Publicación original
- Hewitt & Methuen, 1912: Descriptions of some new Batrachia and Lacertilia from South Africa. Transactions of the Royal Society of South Africa, vol. 3,  p. 107-111.